# Cassida stigmatica
Cassida stigmatica är en skalbaggsart som beskrevs av Christian Wilhelm Ludwig Eduard Suffrian 1844. Cassida stigmatica ingår i släktet Cassida, och familjen bladbaggar. Enligt den finländska rödlistan är arten nationellt utdöd i Finland. Arten har ej påträffats i Sverige. Artens livsmiljö är torra gräsmarker.

## Bildgalleri

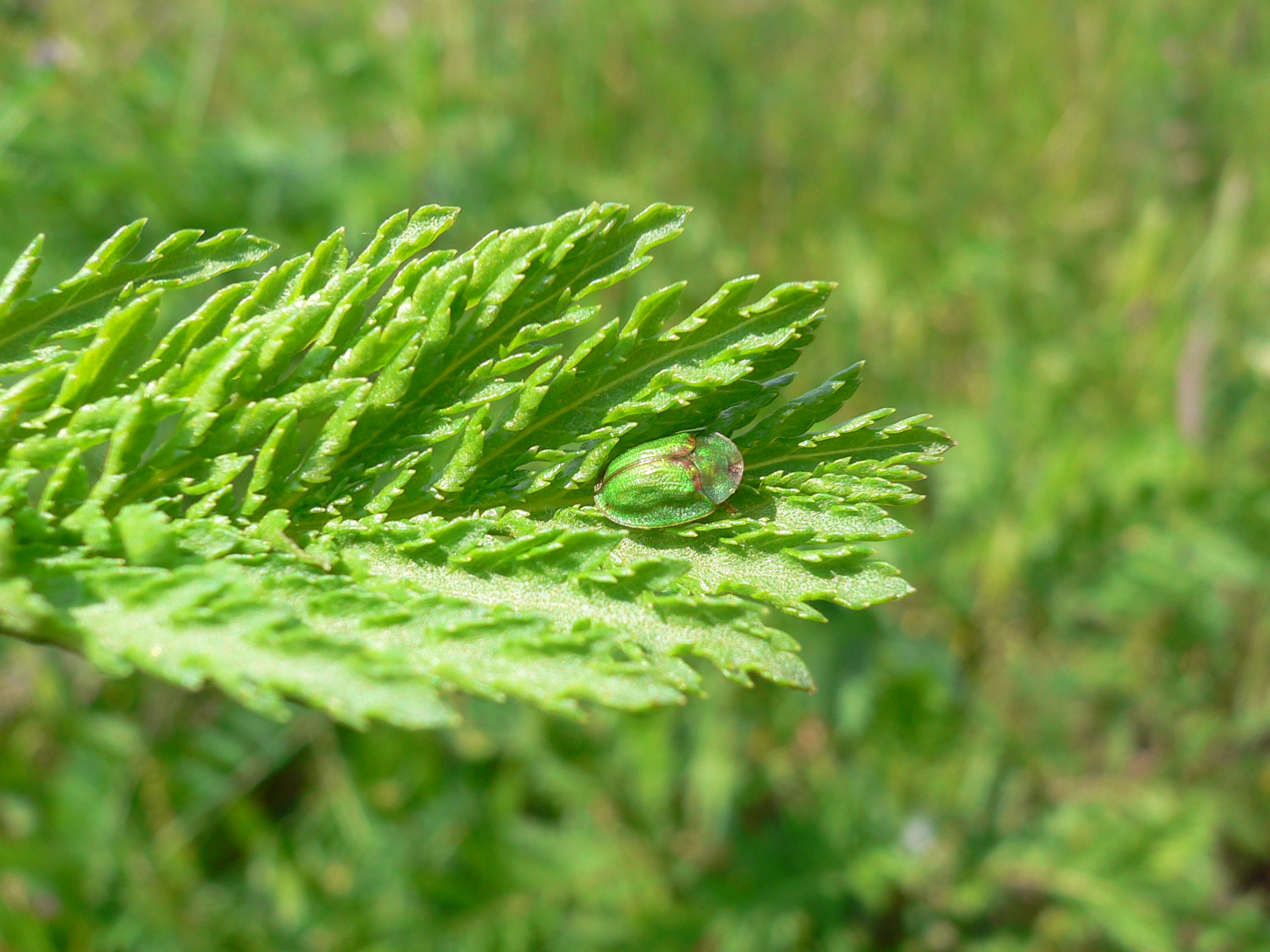
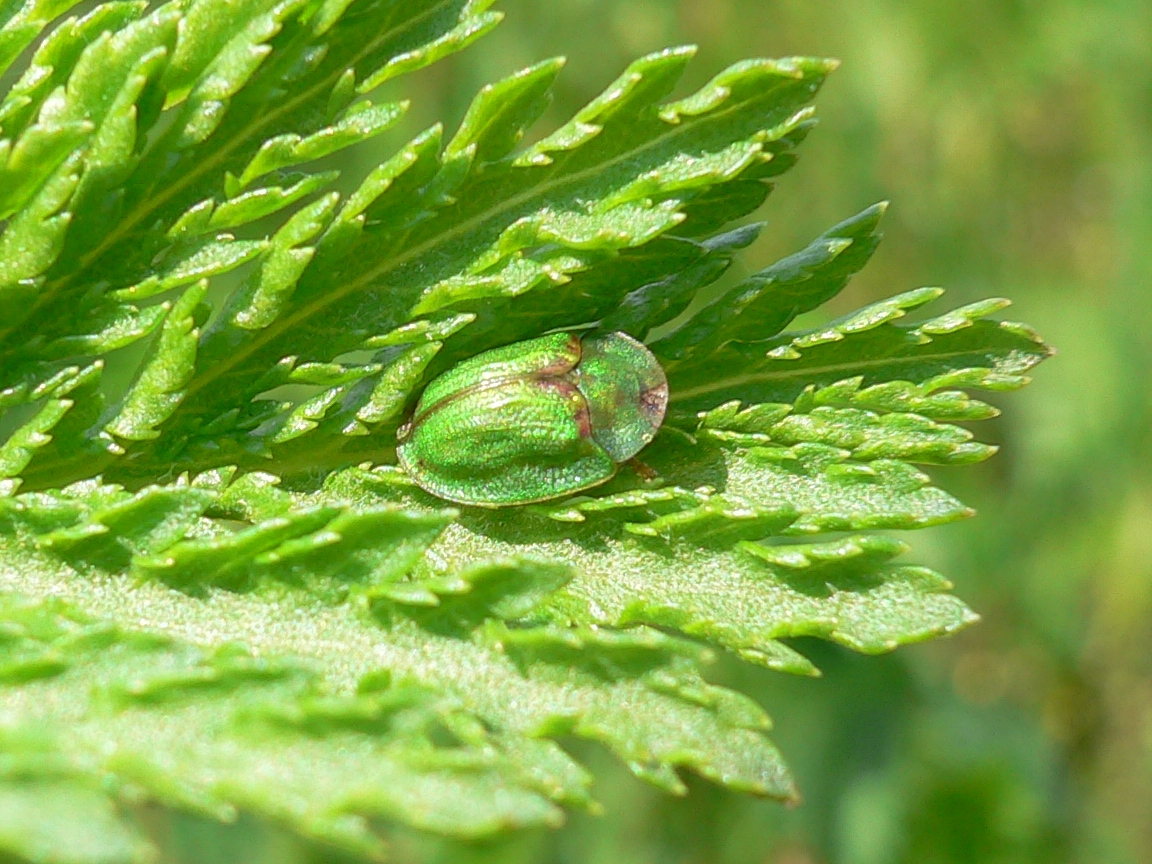
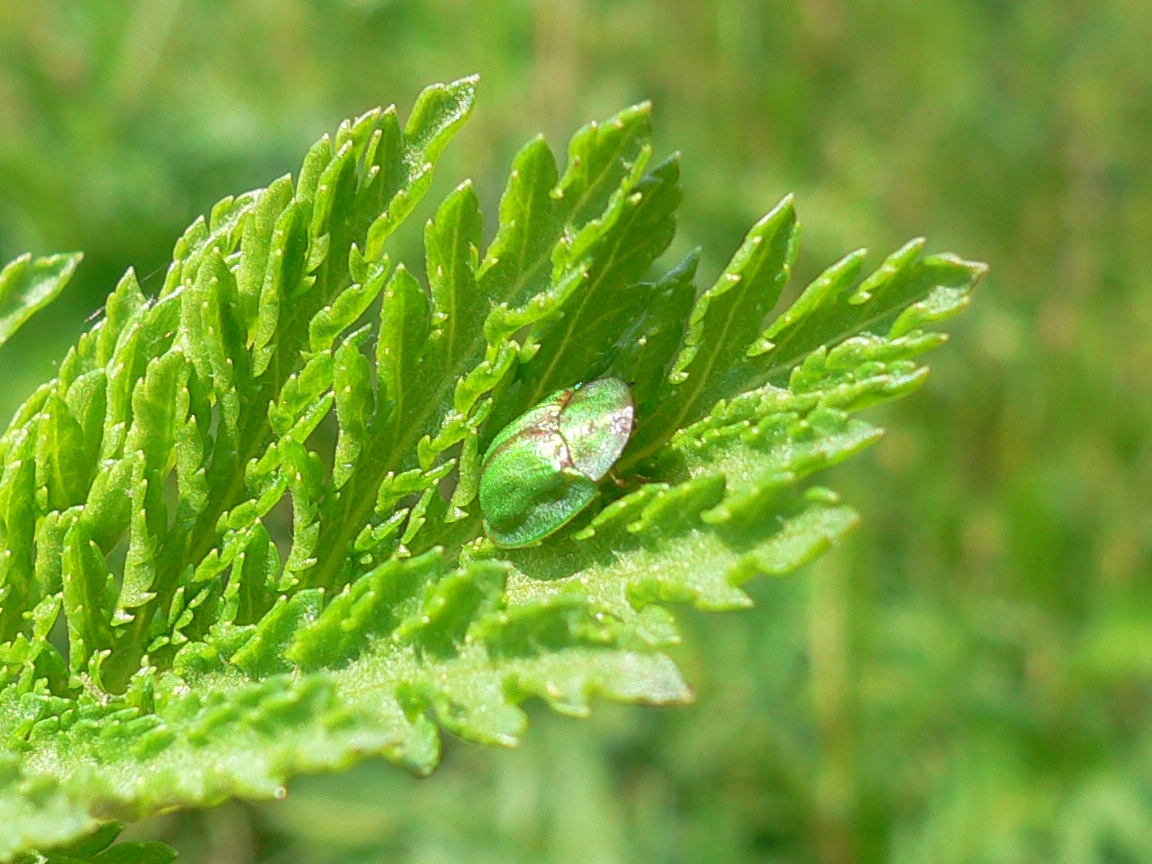
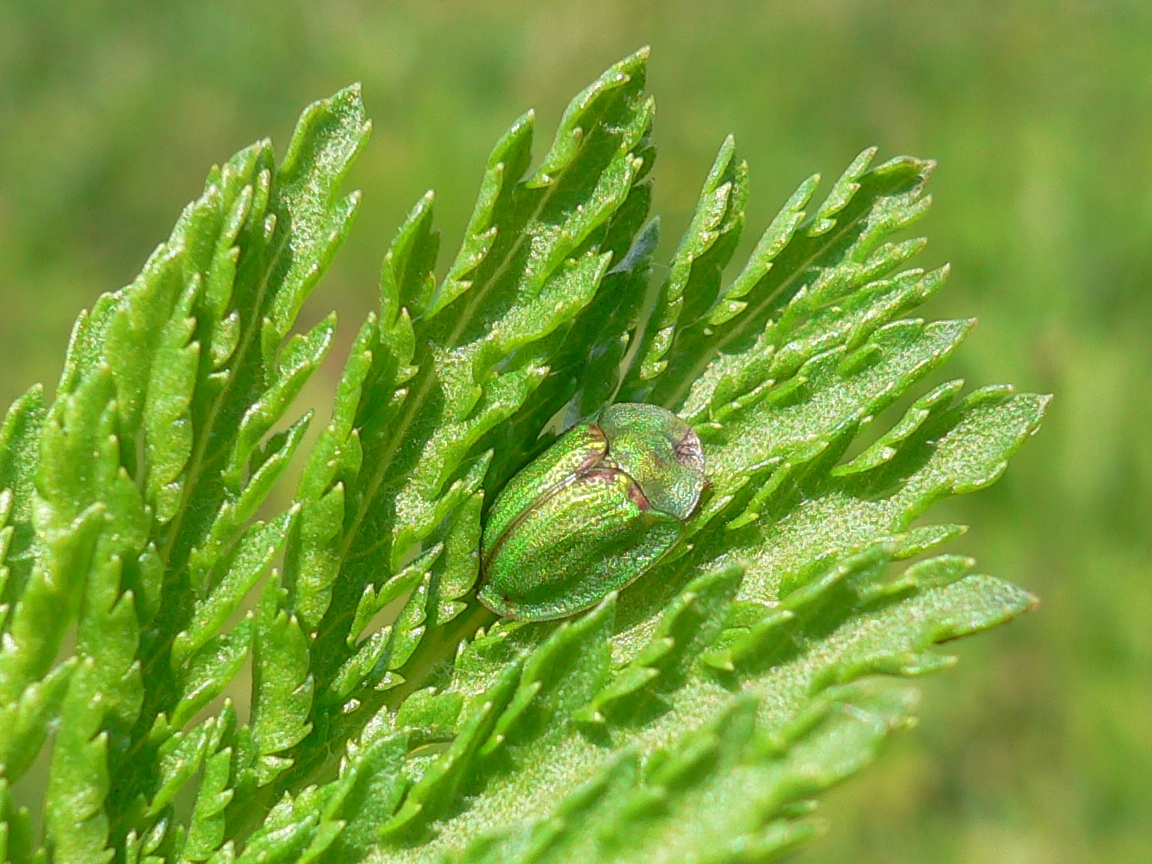